# No Ordinary Hero: The SuperDeafy Movie
No Ordinary Hero: The SuperDeafy Movie è un film del 2013 diretto da Troy Kotsur.

## Trama
Tony Kane interpreta in televisione un supereroe ma nella realtà è un uomo sordo che non riesce a realizzare i propri sogni. Jacob Lang è invece un bambino sordo di otto anni che sta vivendo un brutto periodo a scuola ed è al centro di una disputa tra il padre, che vorrebbe per lui un'educazione normale, e la madre, propensa ad un'educazione basata sulla lingua dei segni.
Quando Tony e Jacob finiranno per incontrarsi casualmente, tra i due nascerà una grande amicizia che li aiuterà a trovare fiducia l'uno nell'altro, ma anche in sé stessi. Quando poi Tony incontra Jenny, l'insegnante di Jacob, finisce per innamorarsi di lei e questo farà sentire Tony capace di compiere qualsiasi cosa, anche realizzare i suoi sogni impossibili.